# Mithrax tortugae
Mithrax tortugae är en kräftdjursart som beskrevs av M. J. Rathbun 1920. Mithrax tortugae ingår i släktet Mithrax och familjen Mithracidae. Inga underarter finns listade i Catalogue of Life.